# Eudunda
Eudunda är en ort i Australien. Den ligger i kommunen Goyder och delstaten South Australia, omkring 95 kilometer nordost om delstatshuvudstaden Adelaide. Antalet invånare är 638.
Trakten runt Eudunda är nära nog obefolkad, med mindre än två invånare per kvadratkilometer.. Eudunda är det största samhället i trakten. 
Trakten runt Eudunda består till största delen av jordbruksmark. Genomsnittlig årsnederbörd är 368 millimeter. Den regnigaste månaden är februari, med i genomsnitt 70 mm nederbörd, och den torraste är december, med 8 mm nederbörd.